# F342 Rolf Krake
F342 Rolf Krake var en fregat i Søværnet af Esbern Snare-klassen, den tidligere britiske Hunt II-klasse. Rolf Krake havde tidligere gjort tjeneste i Royal Navy som HMS Calpe i 2. verdenskrig. 
F342 Rolf Krake havde to søsterskibe, F341 Esbern Snare (HMS Blackmore) og F343 Valdemar Sejr (HMS Exmoor/HMS Burton).

## I brug
Efter 2. Verdenskrigs udbrud afgav den britiske flåde i december 1939 ordre på krigsskibet Calpe som led i den britiske regerings oprustningsprogram. Skibet blev leveret den 11. december 1941 og skibet satte herefter kurs mod Scapa Flow ved Shetlandsøerne. Efter klargøring blev HMS Calpe anvendt af Royal Navy til eskorte af handelsskibe og blev senere indsat som støtteskib under en række operationer, herunder De Allieredes landgang på Sicilien (Operation Husky). Efter 2. Verdenskrig blev HMS Calpe stationeret i Det Indiske Ocean. 
I 1952 indgik den danske regering en låneaftale, hvorefter skibet blev udlånt til Den kongelige danske Marine, der døbte skibet Rolf Krake efter den danske sagnkonge Rolf Krake. Efter ombygning på Aarhus Flydedok indgik skibet i Søværnet fra 1954. 
I 1955 sendte Danmark fregatten Rolf Krake til Klaksvik på Færøerne for at dæmpe Klaksvíkstriden, mens 100 danske politibetjente patruljerede i Klaksviks gader.

I 1961 købte Søværnet skibet, der udgik af tjeneste i 1966, hvor det blev hugget op. 

## Eksterne links
- Rolf Krake på navalhistory.dk Arkiveret 11. januar 2011 hos  Wayback Machine